# Waco (minisérie)
Waco  je americká televizní minisérie, která měla premiéru 24. ledna 2018 na televizní stanici Paramount Network. Vytvořili ji John Erick Dowdle a Drew Dowdle. Příběh šestidílné minisérie vychází z událostí kolem masakru ve Waco v Texasu, kde se střetlo FBI, ATF a sekta Davidiáni Davida Koreshe. V hlavních rolích se objevili Michael Shannon, Taylor Kitsch, Andrea Riseborough, Paul Sparks, Rory Culkin, Shea Whigham, Melissa Benoist, John Leguizamo, Julia Garner a Glenn Fleshler.
Kritici hodnotili minisérii spíše průměrně; chválili například herecké výkony a napětí, kritizovali však sympatický přístup seriálu k vůdci Davidiánům, Davidu Koreshovi.

## Synopse
Minisérie pojednává o 51denním střetu mezi FBI, ATF a sektou Davidiáni Davida Koreshe, který se udál roku 1993 v texaském městě Waco. Střet následně vyústil ve smrtelnou přestřelku. Seriál vyšetřuje události před a během střetu z různých úhlů pohledů osob, jež byly spojeny s oběma stranami sporu.

## Obsazení

### Hlavní role
- Michael Shannon jako Gary Noesner
- Taylor Kitsch jako David Koresh
- Andrea Riseborough jako Judy Schneider
- Paul Sparks jako Steve Schneider
- Rory Culkin jako David Thibodeau
- Shea Whigham jako Mitch Decker
- Melissa Benoist jako Rachel Koresh
- John Leguizamo jako Jacob Vazquez[pozn. 1]
- Julia Garner jako Michelle Jones
- Glenn Fleshler jako Tony Prince[pozn. 2]

### Vedlejší role
- Demore Barnes jako Wayne Martin
- Duncan Joiner jako Cyrus Koresh
- Annika Marks jako Kathy Schroeder
- Tait Fletcher	jako Brad Branch
- Vivien Lyra Blair jako Serenity Jones
- J.B. Tuttle jako Davey Jones
- Camryn Manheim jako Balenda Thibodeau
- Darcel Danielle jako Sheila Martin
- Cayen Martin jako Jamie Martin
- Eric Lange jako Ron Engelman
- Michael Hyland jako Walter Graves
- Rich Ting jako Lon Horiuchi
- Christopher Stanley jako Edward Wiggins
- Andy Umberger jako Perry Jones
- Eli Goodman jako Barry Skinner
- Ryan Jason Cook jako Derek Ludlow
- Kimberly Kiegel jako Catherine Matteson
- Kimberly Bigsby jako Jaydean Wendell
- Kenneth Miller jako Mike Schroeder
- Stephanie Kurtzuba jako Carol Noesner
- Steven Culp jako Jeff Jamar
- David Grant Wright jako James Tabor

### Hostující role
- Hans Christopher jako Randy Weaver
- Samuel Kamphuis jako Sammy Weaver
- Marianna Gallegos jako Vicki Weaver
- Vic Browder jako Bo Gritz
- Sarah Minnich jako Sharon Wheeler
- Rex Linn jako Dick DeGuerin
- Jon Kristian Moore jako Jack Zimmerman
- Connie Ventress jako Janet Reno
- Ralph Alderman jako šerif Harwell

## Seznam dílů
| Č. v seriálu | Původní název                   | Režie             | Scénář                          | Premiéra v USA |
| ------------ | ------------------------------- | ----------------- | ------------------------------- | -------------- |
| 1            | Visions and Omens               | John Erick Dowdle | John Erick Dowdle a Drew Dowdle | 24. ledna 2018 |
| 2            | The Strangers Across the Street | John Erick Dowdle | John Erick Dowdle a Drew Dowdle | 31. ledna 2018 |
| 3            | Operation Showtime              | John Erick Dowdle | Salvatore Stabile               | 7. února 2018  |
| 4            | Of Milk and Men                 | Dennie Gordon     | Sarah Nicole Jones              | 14. února 2018 |
| 5            | Stalling for Time               | Dennie Gordon     | Salvatore Stabile               | 21. února 2018 |
| 6            | Day 51                          | John Erick Dowdle | John Erick Dowdle a Drew Dowdle | 28. února 2018 |

## Produkce

### Vývoj
John Erick Dowdle a Drew Dowdle projekt původně koncipovali jako celovečerní film. Ukázalo se však, že jeho scénář má okolo 150 stran. Znepokojeni jeho délkou se rozhodli upravit okraje scénáře, aby byl kratší a mohli tak zvýšit své šance na zaujetí studia. Drew se nakonec rozhodl, že předělá filmový projekt v limitovaný seriál, přestože se o tvorbu takového formátu nikdy předtím nepokoušel. Poté, co přišli představit svůj projekt společnosti The Weinstein Company, se producenti rozhodli, že příběh bude vyprávěn v delším formátu.
Dne 30. srpna 2016 společnost The Weinstein Company oznámila, že prostřednictvím své divize Weinstein Television vyvíjela novou minisérii založenou na obléhání Davidiánů v roce 1993 ve městě Waco v Texasu. Bylo potvrzeno, že scénář k seriálu napíší John Erick Dowdle a Drew Dowdle, přičemž první z nich jej bude i režírovat. Seriál je založen na dvou životopisných dílech: A Place Called Waco, který napsal přeživší obléhání David Thibodeau, a Stalling for Time: My Life as an FBI Hostage Negotiator, jehož autorem je Gary Noesner, zválištní agent FBI odpovědný za vyjednávání. Za účelem provedení hlubšího výzkumu událostí strávili bratři Dowdlovi během předprodukce týden v archivech Baylorovy univerzity, ve kterých se nachází velká část materiálů pojednávajících o obléhání ve Waco.
Dne 26. října 2016 bylo oznámeno, že práva k seriálu koupila televizní stanice Spike, jež byla v lednu 2018 přejmenována na Paramount Network. Dne 21. dubna 2017 bylo ohlášeno, že scénář k seriálu napíší také Salvatore Stabile a Sarah Nicole Jones a čtyři jeho epizody bude režírovat John Erick Dowdle, přičemž zbylé dvě bude mít na starosti Dennie Gordon.

### Casting
V době objednání seriálu bylo potvrzeno, že role hlavních postav Garyho Noesnera a Davida Koreshe ztvární herci Michael Shannon a Taylor Kitsch. Dne 24. března 2017 bylo oznámeno, že si herec John Leguizamo zahraje roli Roberta Rodrigueze, agenta ATF. Později téhož měsíce byli do dalších hlavních rolí obsazeni Andrea Riseborough, Rory Culkin, Paul Sparks a Shea Whigham. V dubnu 2017 bylo ohlášeno obsazení hereček Melissy Benoistové a Julie Garnerové do vedlejších rolí. O pár dní později byli do vedlejších rolí obsazeni také Camryn Manheim, Eric Lange, Annika Marks, Steven Culp a Sarah Minnich.
Kitsch prošel kvůli roli Koreshe velkou přípravou a fyzickou proměnou. Musel například ztratit značné množství své váhy, nechat si narůst vlasy a naučit se hrát na kytaru.

### Natáčení
V březnu 2017 bylo oznámeno, že seriál bude natáčen v okrese Santa Fe County v Novém Mexiku. Dne 10. dubna 2017 vydala Filmová kancelář v Novém Mexiku tiskové prohlášení, že natáčení začne v polovině dubna a skončí na konci června.

## Vydání

### Marketing
Dne 26. září 2017 zveřejnila stanice Paramount první trailer seriálu. Druhý trailer byl vydán v listopadu téhož roku.

### Weinsteinova aféra
Dne 9. října 2017 bylo oznámeno, že v důsledku zpráv o obvinění producenta Harveyho Weinsteina ze sexuálního zneužívání bude jeho jméno a název společnosti The Weinstein Company vyškrtnuty z titulků seriálu. Dne 15. ledna 2018 Kevin Kay, prezident televize Paramount Network, potvrdil, že se v logu a titulcích The Weinstein Company neobjeví, přestože společnost pomáhala s výrobou seriálu, jehož výkonným producentem byl sám Harvey Weinstein. Dodal, že pokud to bude možné, zamění v titulcích Weinstein Television za nový název společnosti.

### Premiéra
Premiéra seriálu se konala 24. ledna 2018 v kulturním centru Paley Center for Media v New Yorku. Byla na ní promítána první epizoda a probíhala zde diskuse se štábem a herci; přítomni byli Taylor Kitsch, Michael Shannon, Rory Culkin, Andrea Riseborough, Gary Noesner, David Thibodeau, John Erick Dowdle a Drew Dowdle a diskusi moderoval Dave Itzkoff, reportér deníku The New York Times.